# Nothrus brasilensis
Nothrus brasilensis är en kvalsterart som beskrevs av Pérez-Íñigo och Baggio 1988. Nothrus brasilensis ingår i släktet Nothrus och familjen Nothridae. Inga underarter finns listade i Catalogue of Life.